# روبرت أكسلرود
روبرت أكسلرود (بالإنجليزية: Robert Axelrod)‏ هو رياضياتي وبروفيسور أمريكي، ولد في 27 مايو 1943 في شيكاغو في الولايات المتحدة.